# Thiers
Thiers é uma comuna francesa na região administrativa de Auvérnia-Ródano-Alpes, no departamento Puy-de-Dôme. Estende-se por uma área de 44,49 km². Em 2014, de acordo com INSEE, a cidade tem 11 588 habitantes, o que representa um aumento.

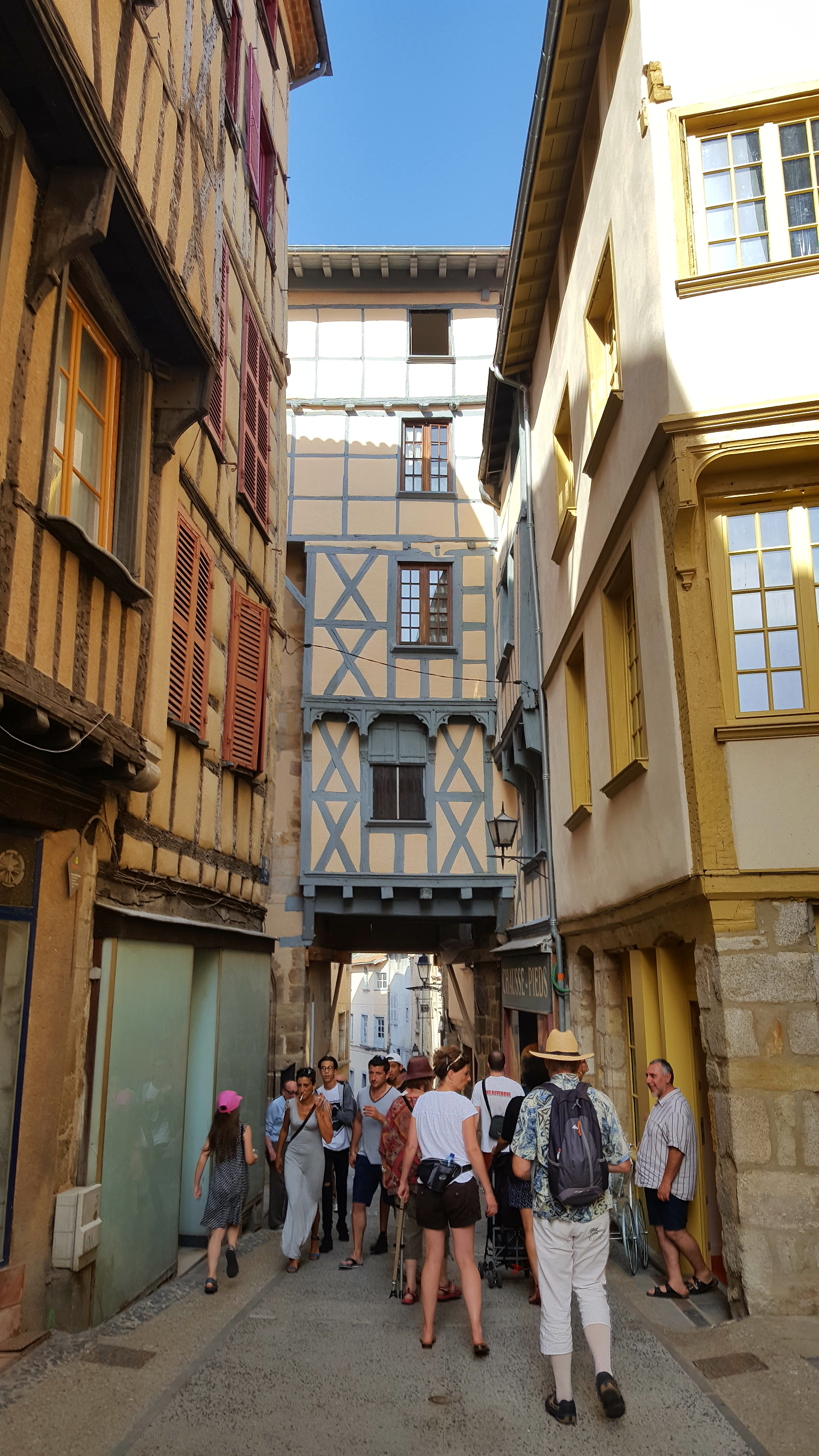
A cidade medieval de Thiers.

Thiers é a capital mundial do talheres. Reúne-se 80% requisitos facas na França, e suas facas são exportadas em todo o mundo.